# Vânători (Mureș)
Vânători (in dialetto sassone Deiwelsderf, in ungherese Héjjasfalva, in tedesco Teufelsdorf) è un comune della Romania di 3993 abitanti, ubicato nel distretto di Mureș, nella regione storica della Transilvania. 
Il comune è formato dall'unione di 5 villaggi: Archita, Feleag, Mureni, Șoard, Vânători.